# سوزان هايم
سوزان هايم (بالألمانية: Susanne Heim)‏ هي مؤرخة وصحفية ألمانية، ولدت في 1955.